# 御意見無用っ!!
『御意見無用っ!!』（ごいけんむようっ）は、よしむらなつきの漫画作品。エニックス（現スクウェア・エニックス）『月刊少年ギャグ王』1995年7月号に読み切り作品として掲載され、同年10月号より連載開始。1999年のギャグ王休刊後は『月刊ガンガンWING』へ移動し、2001年10月号まで連載された。

## 概要
いわゆる「和風コメディ」作品で、連載序盤は掲載誌のスタイルに合わせて1ページで完結するネタを時系列順に並べるスタイルが取られていたが、第5話からは普通の漫画と同じスタイルになった。

## あらすじ
干支（えと）時代、鹿子前町（かしまえちょう）に出没して人間に害を為す妖怪を退治するため初代・妖怪妖魔改め方に符術の使い手である草薙宿禰が任命される。しかし、宿禰は女の子と団子に目が無いダメ男で稲荷神社の巫女・榊原紫苑やその兄・柘榴、そして鹿子前町を襲う妖怪達と大騒動を巻き起こしてしまう。

## 登場人物

### 主要人物
草薙 宿禰（くさなぎ すくね）
鹿子前町の初代・妖怪妖魔改め方。18歳。符を媒介に術を起動する妖術（符術）の使い手。
本気を出すと強いが普段は女の子と団子に目が無いダメ男（ただし高飛車な性格の女性は好みではないらしい）。美少女なら妖怪にも言い寄るが、基本的には人間の美少女を好む。また大人の女性や高飛車な女性は年増として扱うため露骨に態度が冷たくなる。
得意技は食い逃げ（ツケとして扱われている模様）。弱点はヘビと泳げない事。両親は各地を放浪しており、時折「おみやげ」と称して妙な物を送り付ける。一度両親の元で修行をするため鹿子前町を離れたが、1か月で両親に愛想を尽かされ、稲荷神社に荷物として送り返され、鹿子前町に戻って来ている。
基本的に肉弾戦をすることはないのだが、実は九十九の衣装を一瞬で剥ぎ取る俊敏さの持ち主。
5巻の九十九との一騎討ちでは苦戦の末に勝利するが、実は女の子が相手だとどうしても手を抜いてしまうことが語られた。直後の一との戦いでは手を抜かずに瞬殺して違いを見せている。
3巻の時点では師の葵に遠く及ばないとされていたが、二つの術を同時に発動させたり、本気を出した時には柘榴作の巨大ロボを一撃で倒したり、葵に師事していた頃は師を一撃で倒すほどの妖術を行使した。
幼馴染の紫苑とは「紫苑さん」「宿禰君」と呼び合う仲だが、宿禰がだらしないのと紫苑が素直になれないため友達以上恋人未満。
終盤になると紫苑に対する好意を強く見せ始め「他の女の子も好きだけど一番は紫苑さん！」という心情が多く描かれている。最終話では合体妖怪の生贄に紫苑が捧げられることとなってしまい、その使命から助けるためには純潔を喪う＝結婚する必要があると聞き、紫苑と結ばれることに喜んだ。しかし助六に言われるまで結婚のデメリットに気づかなかったため逃げ出してしまう。
紫苑も好きだが他の女の子も好きだと悩みに悩み抜き「俺には紫苑さんしかいない！」と答えを出し、結納の場に駆け付け紫苑に告白する。しかし合体妖怪は紫苑ロボを喰らったことで腹を壊してダウンしてしまい、妖怪たちの合体も溶けてしまっていた。これにより自体は解決した後であり、今更告白されても遅いと紫苑に殴られてしまった。
また平和になった鹿子前町で食い逃げをしており、紫苑とあずきから追いかけられていた。
自分は平気で女の子をナンパするが、紫苑が異性に言い寄られると途端に嫉妬心を爆発させて手が出てしまう。また勝負ごとに関しても結構な負けず嫌いである。
まだ若い青年ながら、街の住人からは通称「親分」で通っている。「改め方」にもかかわらず、女の子とあれば妖怪だろうが口説き始めてしまう欠点があるが、妖怪などの人外に気に入られることも多い。
人気投票では第3位にランクイン。
小説版
衣装が青を基調としたものに変更されている。怠け癖が酷く紫苑が牛魔王に拉致されても「面倒だから無理だったってことにしよう」と何度も口にしては助六に叱られていた。
宿禰が妖怪たちと戦っている最中、柘榴の火薬爆弾で鹿子前町が吹っ飛び灰になってしまう。婦人会の面々は「同じ妖怪たちが鹿子前町に攻めて来ている。つまり親分は妖怪を倒していない」ということで宿禰が悪いとされ、次に問題を起こしたら妖怪妖魔改め方をクビになるという事態に陥る。
その後、復活した牛魔王が鹿子前町周辺の女性たちを拉致するという事態に陥る。未曽有の危機を前に男衆は宿禰に頭を下げるが、すっかりスネた宿禰はなかなか動こうとしなかった。
牛魔王に拉致された女性たちを救出に行くのだが、九十九のことも救出対象に入っている（救出した後の見返りであるハーレムに含まれている）。
実力では牛魔王に敵わなかったが、柘榴の発明品で女体化していたので宿禰の生チチを見た牛魔王が動揺。力の源である水晶玉をシオンログが噛み砕いたことで勝利となった。
榊󠄀原 紫苑（さかきばら しおん）
稲荷神社の巫女。18歳。妖怪と渡り合えるほどの異常な怪力の持ち主。
札を作る能力を持ち宿禰が術に使う札は彼女が作っている。宿禰や兄・柘榴の暴走に対するツッコミ役で、この2人に対してのみならず周囲に振り回されて怒っていることが多い。
宿禰に言い寄られても冷たくあしらうが、彼が他の女性に目移りすると途端に機嫌を悪くする。
基本的には戦闘は宿禰が担当するため紫苑の戦闘描写は少ない。宿禰に対する怪力でのツッコミは強力だが、妖怪との戦いにおいては役に立たないこともしばしば。連載初期は巫女らしく大麻（お祓い棒）で戦うシーンもあった。
7巻では柿の妖怪（カキ）から正義のヒロイン「巫女天使」に変身する力を授けられ、妖怪を次々と倒している。だがこの力は、この話限りのものとなった。
人気投票では第1位にランクインしている。
最終巻では「榊󠄀原の巫女は、鹿子前町を救うために合体妖怪の生贄になる使命」ということが発覚。その使命から解放されるには純潔を失う必要があり、宿禰との祝言が上げられる。
小説版
パンチや踵落としなどで宿禰にツッコミを入れる暴力巫女。しかし宿禰に対して「宿禰くんがやっと真面目になってくれた」「鹿子前町を守るために働いている宿禰くんのことが……」と口にするなど、彼への好意が分かりやすくなっている。
この作品では、助六のことも「助六くん」と呼んでいる（原作では宿禰以外は呼び捨て、また「君」表記である）。
中盤から牛魔王に拉致されてしまうため出番が激減する。
榊󠄀原 柘榴（さかきばら ざくろ）
稲荷神社の神主で、紫苑の兄。第4巻で18年前にコールドスリープ装置を発明した時は5、6歳と言われていた。
見た目は温厚そうな糸目の青年だが、発明や改造が趣味で、特にサイボーグ化手術がお気に入りという何を考えているかわからない恐ろしい人物（実際、人間や妖怪全部をサイボーグにしようとしたことがある）。だが悪意は全くない。語尾に「なのだ」を付ける。
腐っても神主であり、鹿子前町に伝わる伝説や伝承などを知っており解説役も務める。
人気投票では第2位にランクインした。
小説版
実質全ての元凶。本作ではわざと羽生たちの目につく場所に発明品を捨てて拾わせたり、性転換の発明品で助六を女体化させた際に「ロボットなのになぜ胸が？」と疑問を持たれると怖い顔で迫って黙らせるなど腹黒い人物として描かれている。
柘榴の発明品（光線銃とバズーカ）を拾った羽生と迦麟が宿禰と戦うが、不良品だったため狙いがめちゃめちゃであり無差別に鹿子前町を破壊する。更に柘榴が宿禰の家に火薬が詰まった入れ物を大量に預けたため、朱雀炎舞で引火して鹿子前町が這いになってしまった。
なぜか宿禰が悪いことになり、次に問題を起こしたら妖怪妖魔改め方をクビになるという事態に陥る。そこで柘榴は、最強妖怪を呼び寄せる発明品を使い、それを宿禰が倒せば実力を示せると言い出す。それによって牛魔王が復活してしまい、女性たちが拉致されてしまった。
終盤では宿禰、助六、一、白瀧の父親を女体化させて牛魔王の砦に潜入させるなど一役買った。しかし「X染色体をY染色体に書き換える発明であり、その逆は出来ない」と語り宿禰たちは女体化したままとなった。
助六（すけろく）
柘榴が宿禰をサポートするために発明した岡っ引きロボット。常時空中を浮遊しており、ミサイルやビームを発射して攻撃する、目がライトになるなど様々な機能があるが、その機能の全容は謎に包まれている。頭のマゲの部分はスイッチになっており、叩くことで口からミサイルを吐く。柘榴が作ったとは思えないほど常識的な性格をしていて、普段は宿禰と同居しものぐさな主人に代わって家事全般を行う。また、ふざけた行動をとった宿禰に対し殴ったりミサイルを飛ばしたりとツッコミ役を担うことも多い。柘榴が全キャラのサイボーグ化を企んだ時、逆に人間にされた（頭はマゲのまま）。その時の様子を見るには、人間（と同じ等身のイケメン）になりたかったようで、マゲのままの頭部を嫌って西洋人風のカツラをかぶるなど、割と俗っぽいところもある。
小説版
原作と同じくツッコミ役だが、冒頭で作者に対して「私がモテモテになる物語を描いてほしい」とこっそり頼むなど宿禰と似た部分があった。直後に紫苑からブーツを投げつけられてツッコミを受けている。
序盤の戦闘では宿禰が真面目に戦わないためキレてしまい、劇画調パンチで宿禰をぶっ飛ばし、ついでに暴れていた九十九と一も空の彼方へ吹っ飛ばした。
紫苑ロボ（しおんロボ）
柘榴の発明品でもっとも代表的な、紫苑をモデルにしたロボット。等身大から巨大なものまで色々なバリエーションがあるが、基本的には暴走する。妖怪よりよほど強力であることが多い。意思疎通は出来るが「ギー」としか喋れない。
最もよく登場した個体は“紫苑55号”。
最終話ではシオンロボの一体が自らの意志で紫苑の代わりに合体妖怪の生贄となり喰らわれてしまう。しかしロボットだったため合体妖怪は腹を下してしまい、元の妖怪たちに戻った。シオンロボは消滅してしまったようで無事は確認できなかった。

### サブキャラクター
あずき
団子屋の看板娘。劇中でも数少ない“人間の女性”。
宿禰が食べる団子の膨大なツケに頭を悩ませており、たびたび取り立てに着ていた。商売上手で夏は海の家も経営している。その割には若々しい（年齢未発表）。宿禰の師匠である葵とは交換日記をする仲。
彼女の美貌で団子屋は繁盛しているが、宿禰や食い逃げ妖怪の被害に遭っているため損害が出ている。
1巻から登場しているが名前が付いたのは3巻から。それまでは「お団子屋さん」と呼ばれていた。
小説版
モブの一人として登場。牛魔王によって他の女性共々拉致されてしまう。
橘 葵（たちばな あおい）
3巻と7巻に登場。宿禰の妖術（符術）の師匠。茜というお供を連れている。
1年前まで宿禰を鍛えていたが、以後は成長を期待して旅に出る。なお、紫苑との面識はなく、1年ぶりに鹿子前町にやって来た時に顔を合わせることとなった。
術の力は宿禰を遥かに凌ぐ力量を持ち、宿禰の放った術を更に上位の術で撃砕。たった一発の攻撃で倒された宿禰の姿を見て助六は「実力の差は歴然でしたね」とコメントしている。白瀧の正体も一目で見破った。
美形の優男だが宿禰より頭一つは高い長身。常に敬語で礼儀正しいが普通に怒る（紫苑ほどではないが手が出ることが多い）。生真面目な性格ですぐに人を信用してしまう上に嘘が下手（態度にすぐ出てしまう）。妖怪を敵視しており、宿禰が九十九姉弟と同居していると知った時は「妖怪とこんなに親しくしているとは！」と怒りと失望を見せている。
過去、妖術使いの素質宿禰は、それを使って悪戯ばかりしていた。葵は彼を捕らえ、能力を奪って何のとりえもない駄目人間にすると宿禰を脅した。直後に葵は「わたしの元で修行を続け、世のため人のために術を使うのなら見逃す」と説得。こうして宿禰は葵の弟子となった。
過去の回想話では、宿禰がなかなか妖術に覚醒しなかったため、あずきの協力を得て一芝居打つことに。自身が妖怪に扮してあずきをさらったという狂言を行い、宿禰を対決の場所まで誘き出す。しかし雑な変装に雑な果たし状だったため宿禰に疑われてしまうが、そこは力推しで誤魔化して対決にこぎつける。宿禰を圧倒するが、自分を応援してくれている紫苑への想いから潜在能力を一時的に開花させた妖術に敗れる。葵は最初から負けるつもりだったが、宿禰の妖術が思っていたより強力だったため対処出来なかった。その後は宿禰の隙を突いて姿を消し、師匠に戻って誤魔化した。
放浪の旅に出ているため出番は非常に少ない。なお、回想話であずきと仲を深めており、ほぼ両想い同然となっている。
神威（かむい）
6巻から登場。式神を用いる召喚術士。
当初は宿禰と同じような符術を使っていたが腕前は未熟。真の姿は、30体ものの式神（女の子）を使役する召喚術士。当人が言うにはこれだけの式神を同時に呼び出せるものはそうはいないとのこと。
紫苑に一目惚れしており、黎牙に代わる宿禰のライバルとしてたびたび登場するように。お人よしでロリコンの気がある。
流れの妖怪退治屋として鹿子前町にやってきたが、実際は自身の式神を使った自作自演の退治劇で人々をだまして金を稼いでいた。
その後、自作自演を宿禰達に見抜かれたことで白状する。直前に式神の萌が宿禰を圧倒したことでプライドに傷を付けてしまい、敗北した方が鹿子前町を去るという条件で萌との再戦を申し込まれる。萌が敗れた後も図々しく鹿子前町に残り続け、平屋で暮らし始めた（町を出て行った後にすぐに戻ってきた）。
7巻では宿禰、紫苑とは幼い頃同じ保育園に通っていた間柄だったと判明する（ただし紫苑は別のクラス）。様々な保育園を転々とし、人見知りだったことから友達も少なく内気な性格だった。クラスのガキ大将にいじわるされていたのを同じクラスだった宿禰に助けられて仲良くなったが、給食のプリンを取られたことでその友情も崩れ去り、保育園から姿を消してしまったという。
初期の読み切り版では、同名の小さな鬼神が登場している（宿禰たちに気づかれることはなかった）。
小六（ころく）
8巻から登場。柘榴が思い付きで作った助六の子分ロボット。姿形は助六の子供版で可愛らしく、性格も子供そのもの。物語終盤に登場したため出番が少ない。

### 妖怪
九十九（つくも）
1巻から登場。烏天狗の美女で、下記の一（はじめ）の双子の姉。よしむらのお気に入りでありよく登場する。推定年齢300歳、身長165cm、体重50㎏。好きなものは水晶。
人間界征服の野望を抱いていたが宿禰との光線の末、柘榴が一に仕掛けた自爆装置に巻き込まれて敗れる。以後はリベンジを果たすべく弟の一と共に居候としてムリヤリ押しかける。高飛車で尊大な物言いだが、慌てると普通の女の子の口調になるなど根は可愛らしい所があり、時折宿禰を意識するような描写も見受けられる。かなりの巨乳だがお高くとまった性格のため、当初は宿禰がナンパしなかったことから、紫苑に男かと間違われた。
当初二人で力を合わせた際は、宿禰の風神降臨と真っ向から打ち合う実力だった。5巻で宿禰とガチ対決した時は、風神招来で吹き飛ばされてもすぐに復帰し、飛行能力によって妖術を躱して苦戦させた。しかし水神激流旋で羽を濡らされたことで飛べなくなり敗北する。
宿禰の好みに合わないというだけで色香は評価されている。特に水神激流旋で水に濡れた時は宿禰から迫ったほど。また九十九のことも「女の子」として見ており、5巻の対決時も手加減をされていた。
必殺技は、掌や扇子から風圧の塊を放つ「震空烈波（しんくうれっぱ）」。毒が仕込まれた無数の羽を放つ「黒羽の雹（こくうのひょう）」。一との合体技で「激双烈波（げきそうれっぱ）」というのもあり、風神降臨を押し返し勝利を掴み掛けたほどの威力を誇る。
人気投票では7位にランクイン。
小説版
序盤にて宿禰を襲撃して勝負を挑むが、震空烈波を容易く躱されるなど相手にならなかった。最終的には宿禰にキレた助六にまとめて殴り飛ばされて敗北する。その後、牛魔王に拉致される。
本作では「巨乳で色気満点だが300歳という年齢が……」と作者に突っ込まれている。
一（はじめ）
1巻から登場。九十九の双子の弟。ござる口調で話す。姉とは逆に気が弱く礼儀正しい。よしむらのお気に入りでありよく登場する。推定年齢300歳、身長175cm、体重60㎏。好きなものはおでん。
柘榴によってサイボーグに改造されてしまい、ロケットパンチを装備している（ただし打ちっぱなしタイプだったり、飛んでいったパンチを操作できなかったりと、よく手首から先が無くなっていた）。女装が似合い、女装時は九十九より男にモテる。語尾に「ござる」を付ける。こちらは時折、紫苑を意識するような描写がある。
実力は姉に大きく劣っており、3巻で紫苑の足止めを任されるもまったく相手にならなかった。
必殺技は、両手から雷を放つ「雷霆（らいえん）の術」。
人気投票では6位にランクイン。名前の由来は「姉弟で合わせると百」とのこと。
小説版
姉の震空烈波が破られたため、いつの間にか柘榴によって組み込まれていたネーブルミサイル（へそに仕込まれたミサイル）で宿禰を攻撃する。どこまで追尾するため宿禰を苦戦させたが、助六をバット代わりにした宿禰に撃ち返される。最終的には宿禰にキレた助六にまとめて殴り飛ばされて敗北する。
九十九が牛魔王に拉致された後は、白瀧の父親を伴って宿禰と接触。牛魔王の砦まで同行する。その際は「宿禰殿」と呼ぶようになり、助六と同じくツッコミ役に回っていた。崖から落ちた宿禰を助けるなど仲間意識も見られた。
羽生（はにゅう）
1巻から登場。褐色肌の人食い鬼。関西弁で話す。推定年齢230歳、身長163cm、体重40㎏。好きなものは人間。
好き嫌いが激しく、人間以外は食べたくないという理由で久しく食事にありつけておらず、常に空腹である。単行本1 - 4巻に彼女を主役とした番外編が書き下ろされている。結局最終回になっても人間を食べることは出来無かった。
烏天狗姉弟と比べると宿禰たちと絡むことは稀で、迦麟との掛け合いがメイン。
迦麟（かりん）
1巻から登場。猫又。羽生の友達。ネコ缶が好物。語尾は「にゃ」。推定年齢150歳、身長155cm、体重38㎏。好きなものはツナ。
妖怪ながら純真で無邪気な性格で、基本的に悪さをするということはなく、一度オスの野良猫に恋するが、貢がされていたと知り失恋した。
人気投票では4位にランクイン。
食い逃げ妖怪
ずんぐりむっくりしたウサギに一本角が生えたような妖怪。逃げ足は速く、分裂能力を持つ（一気に20体くらいまで増える）。種族は不明。好きなものはお団子。その他、計測不能。
体格も小柄で力も弱いが、常に集団で行動しており、団子屋で団子を食い逃げしている。あずきに損害を与えているので宿禰と並ぶ天敵である。
黎牙（れいが）
1巻から登場。妖怪の中でも最強の力を持つと言われる龍族の青年。鹿子前湖の底に住んでいる水龍。普段は人間の美男子だが本気を出すと龍に変身する。白（ハク）、發（ハツ）、中（チェン）という3人の手下がいる。
烏天狗姉弟とは知り合いで、九十九からも「あの方」と言われるなど力関係は黎牙の方が上の様子。
黙っていれば美形の青年だが、湖から一度も出たことが無いため極度の世間知らず。しかも女性を見たことがない（九十九は勘定に入らないらしい）。
九十九から「存在自体が悪の宿禰を倒してほしい」と頼まれ、烏天狗姉弟が手こずるほどの人間ということで興味を抱く。そこで人質として紫苑を連れて来させる。当初は紫苑を人質としか見ていなかったが、反抗的な態度（ビンタとパンチ）を取られたことでいたく気に入り、妃にしようとする。
助けに来た宿禰と紫苑を賭けて一騎討ちを繰り広げる。宿禰の水神激流旋をより強力な津波を放つ「水龍招来波」によって押し返し優位に立つ。しかし紫苑の祈りで生まれた符を宿禰が手にし、それによって放たれた雷神降臨で水龍招来波を破られ膝を突く。まだ余力は残っていたが二人の絆を認めて引き下がった。
しかし柘榴が開発した紫苑1号から告白されたことで彼女を紫苑と思い込み、再び恋心が復活して一緒に暮らすようになった。
5巻（1年と半年の連載期間が経過）にて紫苑1号が壊れたことで偽物と判明。本物の紫苑を手にするべく武術大会を開き、紫苑の前で宿禰を倒すことで寵愛を受けようとする。
しかし柘榴チームの巨大紫苑ロボが非常に強かったため、水龍の姿に戻っても太刀打ち出来ず惨敗した。
他のレギュラー妖怪と比べると出番はかなり少く、6巻からは神威が登場して紫苑を巡る新ライバルになったため降板した。
必殺技は、水の津波を放つ「水龍招来波」。元の姿である水龍に戻る「水龍大変化」。
白瀧（しらたき）
3巻から登場。ヘビ一族と呼ばれる妖怪の美女。髪を伸ばして自在に操る能力を持つ。
冬眠していたところを掘り起こした宿禰から告白され一目惚れする。当初は正体を隠して夫婦になろうとしたが、料理がゲテモノの上に宿禰が大の蛇嫌いのため失敗に終わる。それでも宿禰をモノにしようとして紫苑との夫婦対決を演じるも敗北。一度は諦めるも後日また宿禰に付きまとうようになる。
外見は美女だが蛇が苦手な宿禰には相手には嫌がられている。母親も人間の姿をしているが父親は大蛇。
巨大な蛇に変身することがある。蛇なので脱皮することもある。
5巻の武術大会では紫苑と対決。髪の毛で縛って優位に立ち、これ幸いと亡きものにしようとするが宿禰が「紫苑さんがいないと俺も生きていられない」と口にしたことでショックを受け棄権する。
6巻では宿禰が修行のため鹿子前町を旅立つと聞き、自分もついて行こうと押し掛ける。しかし紫苑が投げたカエルに飛びついた隙に家から閉め出される。
小説版
序盤に登場。カラーページではナースのコスプレをしており、薄いピンクのパンティーを穿いていた。またカエルを食すのが好きという設定が出ている。
本作では母親の下から逃げ出して宿禰の家に現れ、また母親に連れ戻されそうになる。そんな争いを宿禰の前でやったことで彼を巻き添えにしてしまった。
宿禰を髪の毛で縛って母親と取り合いになり、怒った宿禰が朱雀炎舞で反撃するもジャンプして容易く躱すという芸当を見せた。これが原因で柘榴が置いていた火薬に引火してしまい、鹿子前町が灰になった。
その後、復活した牛魔王によって母親共々拉致された。

### ゲスト
宿禰の両親
両親揃って旅に出ており本人たちは登場せず、父親のみ手紙という形で息子に言葉を贈っている。
宿禰も呆れるほど型破りな人物たちであり、特に父親の方はうんざりされている。
雪子（ゆきこ）
1巻に登場。雪女の美女。鹿子前町に用事があったらしく、雪だるまに擬態していた。
用事があったため宿禰に氷雨の世話を頼み、上手く相手をしてくれたということで夫になってほしいと告白。だが「山の中には女の子も団子屋もない」ということで宿禰に断られる。そこで彼を氷漬けにして連れて行こうとしたが、手を滑らせて落としてしまいバラバラにしてしまう。
宿禰は元に戻ったがさすがに連れて行く気がなくなったようで、残念そうにしていた。
氷雨（ひさめ）
1巻に登場。雪子の一人娘。生意気でこまっしゃくれた幼女。
宿禰たちに預けられていたが大人しくするつもりはなく、巨大な雪の魔人を生み出して鹿子前町を破壊する。だが宿禰の朱雀炎舞によって溶かされ敗北した。
さくらさん
1巻に登場。実態を持たない桜の精（化身）。宿禰に好意を持っている。
柘榴が開発した「くさかりくん」に桜の木が切り倒されてしまい、消滅の危機に陥る。そこで消える前に宿禰に想いを告げるべく他者の身体を借りることに。
そこでマッチョマンやお婆さんに憑依して宿禰に迫るが悉く逃げられてしまう。最後に紫苑に取り憑くが精神力で追い出されてしまった。
宿禰の青龍蒼破によって姿を現し、宿禰に告白すると同時に消えて行った。オチでは宿禰が「桜もきれいだけどキミも綺麗だよ」とナンパしていたのを見て「誰にでも言うんですね……」と悲しんでいた。
浅葱（あさぎ）
1～2巻に登場。
妖怪に呪いを掛けられた忍者。忍術を使うたびに性別が代わってしまう。気は強いが常に敬語で腰が低い。
修行中に誤って妖怪（実は仙人）の頭部に手裏剣を当ててしまい、怒りを買ったことから呪われてしまった。
美少女のため宿禰に言い寄られていたが、呪いが解けた後は本当の性別が男性だと判明。宿禰に感謝しながら立ち去って行ったが、宿禰には残念がられた。
3巻の1P劇場にて再登場。ブリッ子の演技でお店の品を値切ろうとしたが男だったため通用せず嘆いていた。
仙人
1～2巻に登場。
烏帽子岳（えぼしだけ）に住む仙人。修行中の浅葱に手裏剣を当てられたことに怒って性別逆転の呪いを掛けた。
宿禰との対決ではバリアで朱雀炎舞を防ぎ、性別逆転の呪いをかけてしまう。ところが女体化した宿禰が亡き妻に生き写しだったため、少しの間だけ身の回りの世話をしてくれるならということで和解する。
わずかだが妻との思い出に触れられたことに満足し、約束通り宿禰と浅葱の呪いを解いて姿を消した。
3巻の1P劇場にて再登場。今度は羽生に妻の面影を感じて代役をお願いするが、バニーガール衣装を着せた途端に恥ずかしさから逃げられてしまった。
淡海（おうみ）
2巻に登場。
東白浜海水浴場で海水浴に来ていた人間を襲っていた男妖怪。ひと月前に結婚を約束した女性・千鳥と二人だけの結婚式を挙げようと東白浜で待ち続けていたが、夕暮れになっても千鳥がやってくることはなく、失意のまま海へと入水自殺を図る。だが千鳥を諦めきれず妖怪をなり、海水浴場に来た客を千鳥と思いこみ、海へと引きずり込んでいた。
その後宿禰達の活躍により千鳥と再会し、お互いが東と西の白浜で待ち続けていたと知り、二人で海へと帰って行った。
千鳥（ちどり）
2巻に登場。
淡海の恋人である女妖怪。ひと月前に結婚を約束した淡海を西白浜で待ち続けていたが、夕暮れになっても淡海がやってくることはなく、失意のまま海へと入水自殺を図った。その後宿禰達の活躍によって淡海と再会、お互いが東と西の白浜で待ち続けていたと知り、多少のごたごたはあったが無事和解、二人で海へと帰って行った。
楓（かえで）
2巻に登場。
二十歳の女性だが10歳の時から肉体の成長が止まってしまっている。宿禰の父親から宿禰を紹介されたことで助けを求めて来る。
実は不治の病を患っていた過去があり、10歳の時に紅葉の願いを聞き届けた鬼神に憑依され完治していた。だがこれが原因が肉体の成長が止まり、月夜の晩だけ鬼神に意識を乗っ取られるようになった。また二十歳になると楓の意識は消え、鬼神に肉体を奪われてしまう。
宿禰と紅葉の活躍によって鬼神は倒され、楓の肉体は本来の年齢のものになった。
紅葉（もみじ）
2巻に登場。楓の妹。
姉に憑依した鬼神が覚醒する前に殺すべく楓の命を狙っていた。容姿は九十九とよく似ているが、礼儀正しく凛々しい女剣士である。
幼少の頃、不治の病で余命いくばくもない姉を救うため鬼神が眠る塚に連れて行き、病を治してほしいと願ったことで悲劇の引き金となった。
楓から二十歳になる前に自分を殺してほしいと頼まれ、命を狙うようになる。宿禰たちに保護された姉を殺すためにやって来るが、どうしても殺すことが出来ず泣き崩れてしまう。
直後、楓の肉体は鬼神によって支配され、間もなく楓の意識は消える定めとなってしまう。しかし紅葉が姉を殺す演技をしたことで道連れを嫌がった鬼神は肉体から抜け出してしまい、そこを宿禰の朱雀炎舞によって仕留められた。
水都（みと）
2巻に登場。人魚の女の子。願いを叶える能力を持つ。羽生に釣り上げられ食べられそうになるが、願いを叶えるという条件で見逃してもらった。しかし羽生が考えている内に迦麟が先に願いを言ってしまった。
白瀧の母親
4巻に登場。大人の美女の姿をしたヘビ一族の女性。娘と同じく髪を伸ばして操る能力を持つ。
宿禰の下から白瀧を連れ戻すべく夫と共に草薙家にやって来る。当初は人間を敵視しているため二人の仲を認めようとせず、宿禰に無理難題を吹っかけて引き離そうとしていた。しかし思ったより奮闘する宿禰の姿を見て改心し、そこまで娘を想っているならと引き下がった。
小説版
序盤に登場。自分の下から逃げ出した白瀧を連れ戻すべく宿禰の家に来訪する。カエルをエサに白瀧を連れ戻そうとするが拒否されたため母娘対決を演じる。
娘と宿禰の取り合いになった際、怒った宿禰から朱雀炎舞を放たれるがジャンプして容易く躱している。
その後、復活した牛魔王によって拉致される。
白瀧の父親
4巻に登場。大きなデフォルメ調の白蛇妖怪。妻とは夫婦仲が良い。人語は喋れない。
妻と同じく宿禰と白瀧の仲は良く思っていないようだが、そこまで攻撃的な態度は取っていない。後述の小説版では宿禰を「婿」と見ていることが判明している。
小説版
物語後半から主要メンバーに抜擢。一と共に宿禰の仲間となり、牛魔王に拉致された娘たちの救出に向かう。
宿禰のことは“娘の婿”と見ており、義父として厳しい見方をしながらも崖から落ちた宿禰を救うなど大事に思っている様子が窺えた。
紫苑の母親
4巻に登場。榊󠄀原家の先代巫女にして母。23歳。通称“鹿子前町の大呪術師”。
容姿は柘榴とよく似ており、紫苑とはスタイルの良さくらいしか共通点がない。髪の色も兄妹とは異なる。ノリがよく思い付きで行動する点でも柘榴と似ている。
娘が生まれたら若い母親の姿を見せたいという願望から柘榴にコールドスリープの装置を作らせ眠りについていた。しかし柘榴がタイマーのセットをミスしたことで予定より早く目覚めてしまった。
巫女であるが占いに優れており、予言したことは必ず当たると評判だった。だが必ず悪い予言が出てしまうことから“鹿子前町の大呪術師”と呼ばれるようになった。
ノリで占ったところ「明日、自分たちの誰かが死ぬ」と出てしまい、再びコールドスリープに入ることで自分が犠牲になることを選んだ。だが永眠するつもりはなく、また10年後に目覚めて今度こそ紫苑より若い姿を見せるつもりでいる。
なお、彼女が「榊原の巫女の真実」を知っていたのかは不明。
妖精（妖怪）
7巻に登場。掌サイズの可愛らしい男の子。しかし本性は腹黒く、女の子にモテる振る舞いを心がけている。
花の中から出て来たところを紫苑に保護されたので妖精と思われていたが、宿禰が言うには妖怪とのこと。紫苑に懐いていたため嫉妬心を爆発させた宿禰に祓われそうになったが、怒った紫苑が宿禰を軽蔑してしまう。
傷付いた宿禰は紫苑を避けるようになり、紫苑も宿禰に対する罪悪感を抱く。妖精はそんな紫苑を見ている内に二人の仲を認め、自分から姿を消した。
紫苑のことは本気で好いていたが、後日、大勢の女の子たちにチヤホヤされていた。

### 敵対者
忍（しのぶ）
1巻に登場。化け狸。
宿禰の父親が息子の成長を願って送り込んだ刺客。変身能力を持っている他、父親から宿禰の弱点を聞いていたため優位に立つ。人間の美少女に化けるも宿禰から言い寄られてしまい、逃げ出すも注連縄で捕縛され、両親の下へ送り返された。
鬼神（きじん）
2巻に登場。幼女好きな鬼神。
塚の中で眠っていたが、紅葉が「不治の病の楓を助けてほしい」と願ったことで目覚め、楓に憑依してしまう。楓の病は治ったが、引き換えに肉体の成長が止まり、月夜の晩のみ意識を鬼神が支配するようになった。
楓が二十歳を迎えると意識が消滅し、肉体の支配権は鬼神が握ってしまう。そこで楓からの依頼で紅葉は彼女の命を狙うようになった。
事情を知った宿禰は鬼神と対峙することに。紅葉が楓を殺そうとする演技をしたことで鬼神は肉体から逃げ出し、そこを宿禰の朱雀炎舞によって仕留められた。
楓ではなく幼女の肉体が欲しかったようで、楓が消滅することを見下していた節がある。
連載初期の悪役であり、鹿子前町の4丁目を壊滅させるなど後に登場した敵と比べると真面目な悪だった。また実力も高く、両手から出す破壊光線で宿禰たちを防戦一方にした（楓を人質に取っているアドバンテージもあったが）。
3話構成の上に、3話目の扉絵ではこれまでの登場人物たちが勢ぞろいするなどかなり力が入っていた。
怪地蔵（かいじぞう）
2巻に登場。雪の日など寒い時期になると動き出す地蔵たち。寒さをこらえるため他者の衣服を奪い取ってしまう。
シオンの上着とスカートを奪い取ったほか、ついには鹿子前町の人たちまで襲い出したことで宿禰と対峙。助六を巻き込んで合体・巨大化し、助六を人質に取っていたが構わず攻撃して来た宿禰の水神激流旋、朱雀炎舞、風神降臨の3連撃で敗北した。
オチではひび割れた姿で復活し、とっ捕まえた紫苑を宿禰の家に届ける形でお礼参りにやって来た。
ディアール
2巻に登場。異国の地メイベルンで男たちの精気を奪っていたサキュバスの美女。
男好きな性格で宿禰に言い寄られても嬉しそうにしていた。白昼堂々“そういうこと”をするのも歓迎の様子。
柘榴の装置でメイベルンに来てしまった宿禰たちと戦いとなり、美女ということで宿禰が骨抜きになってしまう。しかし助六に口付けをして精気を奪おうとした途端、感電してしまい、そこを紫苑と助六によって樽の中に閉じ込められ海へと流されてしまった。
その後は鹿子前町へと流れ着き、柘榴が持ち帰ったことで復活するというオチとなった。
猫ロボ
4巻に登場。柘榴が作った超強力な戦闘ロボット。
廃棄されていたところ迦麟がたまたま乗り込んで起動させてしまい、鹿子前町を荒らすことに（迦麟は猫缶を探しているだけで町を破壊するつもりはなかった）。
宿禰の朱雀炎舞も容易く弾き飛ばすなど屈指の強敵だったが、柘榴が作った巨大ロボットに乗り込んだ紫苑の光線によって破壊された。
羅沙（らしゃ）
4巻に登場。地球を滅ぼすと恐れられ封印されていた女妖怪。
女版の宿禰とも言うべき人物であり大の女好き。紫苑を一目見て惚れてしまいお姉さまと呼び慕う。逆に男のことは「醜い」として毛嫌いしており、宿禰や柘榴を術によって女体化させてしまう。全ての男を女体化させて美女だけの世界にすることを目論んでおり、結果として世界は滅びるとされる。
中年男性や老人まで女体化させていたが、さすがの宿禰もそれには言い寄りたくないと言う。そこで羅沙は「宿禰だけを男にしてハーレムを作る」と取引を持ち掛ける。懐柔されかけた宿禰だが紫苑たちの説得もあり「自分勝手な理由で世界をめちゃめちゃにするのは許されない」と拒否されてしまう。羅沙はケンカは嫌いのため、自らの意志で再封印を施し宿禰たちの前から姿を消した。その際に「また会えたら」と言葉を遺したが再登場はしなかった。
アヌビス
4巻に登場。異国の砂漠都市で人々を襲っていた墓守り妖怪。当初は人間の女性に化けていた。
偉大なる王の墓を守っており、都市の人々が墓を荒らしたことで包帯でグルグル巻き（ミイラ）にして洗脳してしまう。宿禰たちのことも墓荒らしと決め付け、手始めに柘榴と助六をミイラにしてしまう。
宿禰は助六に情があるため攻撃出来なかったが、紫苑がミイラたちに襲われたのを見て奮起。青龍蒼破で人々のミイラ化を解かれてしまう。劣勢になったアヌビスは宿禰から怪しい手つきで迫られたことで棺の中に引きこもってしまった。
宿禰たちは都市の人々に感謝されながら帰路に就くが、アヌビスの美貌に惚れていた宿禰が棺を持って来てしまったため今度は鹿子前町にアヌビスが出現したという。
口付けをした相手から精気を奪い取る能力がある。
ハイパースクネロボ
6巻に登場。柘榴が作った野望的な宿禰ロボ。
当初は誠実に振る舞って鹿子前町の人々の信頼を集めていたが、裏では悪事を働いて宿禰になすりつけていた。宿禰は無実を訴えたが信じる者はおらず鹿子前町から追放される（紫苑も宿禰を信用していなかったが、これでいいのかと悩んではいた）。
ここからスクネロボは本性を露わにする。同じく柘榴が作った巨大なスクネロボを使役して鹿子前町の支配者を宣言。しかし、自力で戻ってきた宿禰が放った怒りの朱雀炎舞によって2体とも消滅した。
澪（みお）
6巻～7巻に登場。祠の中に封印されていた幼女。
泣き虫で儚げな印象を持っており、神威に保護され妹同然に可愛がられていた。しかし、その正体は150年前に宿禰の先祖に封印されていた吸血鬼。力を失って幼女化していたが、宿禰の妖力を吸って本来の姿である大人の女性へと戻る。経緯は不明だが人間を襲って吸血していたため封印された模様。
元の姿に戻ってからは本性を現すようになり、尊大で高飛車な振る舞いをするようになった。特に宿禰の先祖には、戦闘中に脱がされるなどセクハラを受けたり、封印されている間はこれ見よがしに団子を食べられるなど煽られたことで怨んでいる。その怒りを宿禰にぶつけようとする。
吸血した者を洗脳して意のままに操る能力を持ち、柘榴やあずきなど町民たちを操って宿禰にけしかけた。
弱点は日光だが柘榴の塗り薬の効果で遮断されているため弱点が無くなっている。宿禰たちを追い詰めるも薬の効果時間が切れてしまい、日光を浴びたことで自滅。その後、宿禰によって再封印された。
自分を保護してくれた神威をどう思っていたのかは不明。本性を現してからは宿禰としか絡んでおらず、神威個人に敵意を向けた様子はない（妖力を奪うにしても狙いやすい神威ではなく宿禰に的を絞っていた）。ただし神威のシスコンぶりには白い目を向けている。
カキ
7巻～8巻に掛けて登場。柿の種の姿をした老妖怪。
力を取り戻すため紫苑を盗撮写真（着替え中）で脅し、妖怪たちの力を集めさせる。その代わりに巫女天使に変身する力を与えた。
当初は平和のためにとうたっていたが、正体は世界征服を目論む邪悪な妖怪。紫苑を通して力を取り戻すと、頭部が柿で首から下がマッチョの姿になり本性を現した。しかし宿禰の力が不純物として混ざっていたため腹を下してしまい、そこを紫苑の一撃で仕留められた。
その後、カキの頭部は妖怪たちに食べられたことで彼女たちは力を取り戻した。
これ以降は戦闘パートがないため、カキが「戦闘のある敵の中では最後の相手」となった。
合体妖怪
最終話に登場。鹿子前町の周辺に住む妖怪たちが合体したことで誕生した巨大な妖怪。
1000年に一度、鹿子前町周辺の土地の影響で妖怪たちの力が高まり、無自覚に合体して巨大な妖怪になる。鹿子前町の滅亡を回避するべく、代々榊󠄀原の巫女が生贄になって合体妖怪を浄化していた。
また合体妖怪は、自分たちが最も強いと思う者の姿を取る性質にある。彼女たちにとって宿禰が強い・厄介のため、容姿は宿禰によく似ている。
戦闘にはならず、紫苑ロボが生贄に喰われたことで腹を下してしまい、合体が解けてしまった。妖怪たちに合体時の記憶はなく、なぜか腹痛に悩まされるのだった。

### 小説版
牛魔王（ぎゅうまおう）
400年前に封印された最強妖怪であり、自称・妖怪妖魔界のプリンス。コンセプトは妖怪版の宿禰。
宿禰に匹敵する美形の青年だが「この美しさで女の子たちを魅了してしまう」というナルシーな理由から当初は牛の覆面を被っていた。水晶を用いて様々な能力を行使できるが、これが砕かれれば牛魔王は力を失ってしまうという欠点がある。
柘榴の「最強妖怪さん、いらっしゃいマシーン」によって呼び寄せられたことで封印から復活。手始めに紫苑を始めとする鹿子前町周辺の15歳～35歳の女性たち（妖怪含む）を拉致し、自身の砦にてハーレムを築こうとする。
しかし女性たちは言うことを聞かないどころかウッシー軍団をコキ使い始め、ニート生活を満喫するようになり、こんなはずではなかったと牛魔王は嘆いてしまう。
そこでウッシー軍団が連れてきた4人の女性たちで新たなハーレムを築こうとするが、これは柘榴の発明品で女体化した宿禰、助六、一、白瀧の父親であった。騙されたことに気づき宿禰と術での対決を演じる。
宿禰を圧倒してトドメを刺すところまで追い詰めるが、柘榴が連れてきたシオンロボ57号グレートによって阻止される。しかも丸出しになった宿禰の巨乳を見たことで鼻血を垂らしてしまい、攻撃の要である水晶を手放してしまう。
水晶の取り合いの末、シオンロボ57号グレートによって噛み砕かれる。こうなっては宿禰の敵ではなくウッシー軍団共々捕縛され、あずきさんのお団子屋でコキ使われることとなった。
水晶玉を手に「アパラパ～」の呪文によって様々な能力を行使する。赤い光で複数の対象を捕らえて水晶玉に封印する、突風や電撃を放つなど。自前なのか不明だが瞬間移動のような動きもしていた。
語尾に「～じゃ」を付ける口調（九十九）、最強の名を冠する敵が紫苑を拉致して助けに来た宿禰と対決する（黎牙）、特定の年齢の女性だけに興味を持つ（鬼神）、妖怪版の宿禰をコンセプトにした敵との戦いで男性陣が女体化する（羅沙）、長きに渡って封印されており力の源を失うと弱体化する（澪）、など多くの敵キャラクターに通じる要素を持つ。
ウッシー軍団
牛魔王の配下たち。容姿は食い逃げ妖怪と酷似しているが縞模様がある。また人語を話すことが可能。
主である牛魔王が封印されたことで各地に散らばっていたが、復活に伴って集結し配下として活動する。牛魔王の砦に近づいた者たちの性別を調べ、女性なら拉致するが男性なら崖から落として殺してしまう。
砦内部にいる者たちは、牛魔王が拉致した町会長夫人らにコキ使われていた。牛魔王が敗北した後は、あずきのお団子屋さんでもコキ使われる運びとなった。
町会長
鹿子前町の町会長。丸い顔をした肥満体型なおじさんで、基本的には「うんうん、そうだね、その通りだね」としか話さない。このため自分の意志がないのかと作者に突っ込まれている。
町会長夫人
町会長の妻。銀縁眼鏡を掛けた女性。年齢は35歳と11か月。今でいうボスママ的な立場であり、鹿子前町における奥様方の代表的な存在。実は眼鏡を取ると美少女化する。
鹿子前町を灰にしたのは宿禰のせい（実際は柘榴の発明品が原因）として、宿禰を妖怪妖魔改め方から解任すべきという議題を挙げる。しかし紫苑が庇ったこともあり1回だけチャンスを与えるという方向になった。
厳しい雰囲気を纏っているがゴシップ好きであり、紫苑が宿禰と婚約したと思い込んで彼女からあれこれ聞き出そうとしていた。
後に原作7巻において、眼鏡を掛けたザマス口調の“町内会長”が登場している。
副会長
本業は銭湯・鹿子前の湯の主人。年頃の娘がいる。
宿禰の実力を見込んでおり、夫人とは逆に宿禰に対して揉み手するなど腰が低い。牛魔王に拉致された女性たちの救出を依頼する。
スーパーリアルロボ・シオン593号
柘榴が開発した紫苑そっくりのロボット。
シオンロボ57号グレート
ヘリコプター形態に変身して柘榴を最終決戦の場まで連れてきた。

## 劇中登場の武器・術

### 宿禰の符術
予め制作された符を消費して行使する術。符によって発動する術が決まっている。神社などで購入するが品切れる場合もある。水で符がボロボロになったり、ちゃんとした紙で作成しないと効果が下がる。しかし宿禰は度々符を無駄遣いしては妖怪に苦戦を強いられていた。宿禰はいずれも奥義と述べているが、葵によれば初歩中の初歩とのこと。また葵曰く「妖術の才能（妖力）がある人間にしか使えない」とのこと。
注連縄（しめなわ）
初登場時に使用していた武器。対象に巻き付けて動きを封じるのに使った。以後は符を用いた術にシフトしたため使われなくなった。
小説版では逃げる宿禰に対して紫苑が投げ縄の如く使用してひっとらえている。
ベジタリアンになれるお札
1巻で羽生に使用。好き嫌いが激しく人間しか食べようとしない羽生のために使用した。しかし助六の頭が玉ねぎに見えるなどヘンな効き方をしている。オチで効果が切れてしまう。
風神降臨（ふうじんこうりん）
突風を巻き起こし邪悪な心を持つモノを吹き飛ばしてダメージを与える。使う際邪悪な心を持ってしまうと自分も吹き飛んでしまうことがある。最初期から登場した妖術で多用された。ギャグシーンでも多数使用される。
宿禰が葵に師事する前から使用していた術で、女の子のスカートめくりに多用されていた。
朱雀炎舞（すざくえんぶ）
炎を巻き起こして対象にぶつける。妖術としては基本中の基本だが攻撃力が高いようで、初期から妖怪を倒す際に多用された。宿禰の代名詞とも言える技だが、師匠である葵との対決では「程度の低い術」と失笑され、更に上位の妖術「鳳凰炎乱舞」で押し返され敗北してしまった。
しかし5巻の一との対決では二枚の符を同時に使うことで火力を引き上げて一撃で倒し、6巻では巨大なスクネロボを怒りの朱雀炎舞で消し飛ばしている。
青龍蒼破（せいりゅうそうは）
青い光で呪いや幻術等を打ち破る術。霊を成仏させる事も出来るが、物理的な攻撃力は皆無のようで、ピンポイントに活躍した。
水神激流旋（すいじんげきりゅうせん）
水を龍のように巻き上げて敵に叩き付ける術。後期では下記の雷神降臨が効果的な敵が多く、こちらは決定打に欠くシーンが多かった。九十九との戦いでは羽を濡らすことで飛行力を奪って勝利している。
雷神降臨（らいじんこうりん）
雷撃で敵を撃つ術。性質上、水を操る妖怪や柘榴メカなどに効果が高い。黎牙や柘榴メカなどとの戦闘が多くなった後期で活躍した。宿禰の師匠である葵も使用可能。初対面時に宿禰に放たれた。
影縫五芒星（かげぬいごぼうせい）
符を大地に打ち込んで五芒星を描き対象を内部に封じ込める術。妖怪を捕縛する際や、敵の動きを封じるときに用いる術で、時には決め手になることも。
風神招来（ふうじんしょうらい）
5巻の九十九との対決で使用した術。渦巻く風を対象にぶつけて空の彼方へと吹き飛ばす。しかし、九十九は空を飛べるためすぐに復帰されるので役には立たなかった（ただし宿禰は手加減をしていた）。
極大の光弾
名称は不明。葵に師事した宿禰が初めて放った妖術であり、葵を一撃で倒すほどの威力を持つ。葵曰く「強烈な術」。

### 葵の符術
宿禰の師匠でもあるため多くが彼の妖術を凌駕する。符を張るだけで羽生を気絶させるという芸当も見せている。
雷神降臨（らいじんこうりん）
雷撃で敵を撃つ術。過去の回想でスカートめくりをしていた宿禰を止めるために使用した。これを見た宿禰は葵の実力を認め、力目当てで弟子入りする。
破邪雷電撃（はじゃらいでんげき）
紫苑は「宿禰君の雷神降臨よりはるかに強力」と評した。ただしこれを喰らった羽生は走って逃げ出しており、ダメージ自体はそれほどでもない様子。
鳳凰炎乱舞（ほうおうえんらんぶ）
炎系符術の上級奥義で朱雀炎舞を強化したような術。周囲を纏めて炎で吹き飛ばす。威力は宿禰の朱雀炎舞を一瞬で押し返し、宿禰ごと爆発に巻き込んでしまうほど。葵曰く「朱雀炎舞は初歩中の初歩」とのことで失笑していた。
霊力（妖力）の封印
初登場時に宿禰に失望し、彼の霊力（妖力）を封印しようとした際に見せた術。右の掌から禍々しいを気を放っているが、実際に使用はされなかった。

### 神威の霊獣・符術
萌（もえ）
6巻から登場。神威が使役する人型の狐の式神（霊獣）。女の子。
やきもち焼きで、神威が紫苑を口説こうとすると噛みつく。常時表に出ていることが多い。人型ではあるが人語は解さず「こん」としか喋れない。
特殊能力はないが接近戦に特化されており、手加減されているとはいえ朱雀炎舞を片手で弾き飛ばすほどの実力を持つ。宿禰との初戦では肩を爪で貫いて優位に立っていた。再戦でも宿禰を圧倒するが、女装した宿禰が神威に抱き着いたのを見て飛び掛かったところ、カウンターの朱雀炎舞を撃たれて敗北する。
火とかげ
7巻に登場。神威が使役する人型の蜥蜴の式神。女の子。口から炎を吐く能力を持っており、宿禰のアドレス帳（女の子専用）を燃やした。
記憶を思い出す符
7巻で使用。額に張ることで特定の記憶を思い起こさせる力を持った符。神威はこれによって保育園時代に宿禰と交流があったことを思い出した。

### 柘榴の発明品
レーザー装置
1巻に登場。劇中最初に登場した発明品。賽銭箱に近づく者を無差別に攻撃する。賽銭箱を守るための装置だが、これのせいで誰も賽銭が出来なくなった。
おはらいロボ
1巻に登場。柘榴に代わってお祓いをしてくれるが、なぜか宿禰を攻撃し始めたことで怒った彼に殴り飛ばされた。
助六
宿禰が初代妖怪妖魔改め方に就任したお祝いに用意した岡っ引きロボ。ミサイルが内蔵されている他、振り回すことでおみくじを吐き出す機能がある。
助六を呼び出す装置
1巻に登場。助六の老部を模した装置で、スイッチを入れることで助六を呼び寄せる。
ロケットパンチャー
1巻で一の両手を改造したロケットパンチ。密かに自爆装置が組み込まれている。
豆を弾丸にして射ち出す銃
1巻に登場。撃たれた者は豆に養分を吸い取られてミイラ化してしまう銃。
くさかりくん
1巻に登場。お手伝いロボ。名前の通り草刈りをしてくれるが歯止めが利かないため桜の木まで切り倒してしまった。
発信機
1巻に登場。紫苑の朝食に混ぜて密かに仕込んでいた。レーダーで位置を特定することが出来、これにより黎牙に拉致された紫苑の居場所が判明した。
シオン1号
1巻に登場。紫苑に失恋した黎牙を慰めるために柘榴が渡したロボット。最初に登場した紫苑ロボであり、後継機と比べると助六に近い小柄な体形をしている。目のデザインも異なる。またカタコトだが人語を話せる。
開発中のため壊れやすく、黎牙に抱き締められた時からネジが外れたり煙が出ていた。そのまま“紫苑”として黎牙と共に暮らすが、1年と半年後に壊れてしまった。
ザクローン
1巻に登場。柘榴版紫苑ロボ。柘榴が屋根裏でメカいじりをしている時に代理として神主を任されていた。
しかし宿禰の姿を見るなり目からビームで攻撃するなど凶暴な性格。
火炎放射
1巻に登場。浅葱を燃やそうとした際に使用。しかし空蝉の術で逃げられる。
シオン2号
2巻に登場。シオン1号をベースにした水陸両用型。スクール水着を着ている。
犬かきでしか泳ぐない上に重いため沈んでしまう。実は両腕に無数のミサイルが仕込んであり、更には自爆機能まである。
なお、この時点で紫苑ロボは25号まで制作されている。
打出小槌君（うちでのこづちくん）
2巻に登場。叩いた対象を巨大化させる。幼女の楓を大きくするために用意されたが、成長ではなく巨大化になるため使用はされなかった。
特大クラッカー
2巻に登場。ロケットランチャーに偽装されたクラッカー。楓の誕生日を祝うために使われた。
シオン52号
2巻に登場。シオンロボの原型とも言えるデザインをしており頭身は紫苑に近い。
せんたっくん
2巻に登場。自動的に選択をしてくれる機械だが、なぜか稼働すると宿禰たちを異国の地までワープさせてしまった。
シオンロボEX（イーエックス） 近接戦闘型 TYPE（タイプ）-J（ジェイ） 柔道ちゃん
5巻に登場。鹿子前湖大武闘会にて商店街チームの一員として登場。柔道着を着た巨大なシオンロボ。瓦割りで武闘会場に地割れを起こす破壊力を持つ。
水龍になった黎牙を2体で攻撃してあっさりと勝利。続く決勝戦では次鋒として宿禰と対決。宿禰を鯖折りで苦しめるが、道着の中に潜り込まれたことで乙女化、宿禰に惚れてしまう。そのまま宿禰を抱き締めたことで両者戦意喪失扱いとなった。
シオンロボEX 近接戦闘型 TYPE-K（ケー） 剣道ちゃん
5巻に登場。鹿子前湖大武闘会にて商店街チームの一員として登場。袴を着た巨大なシオンロボ。竹刀から繰り出す衝撃波は、山を真っ二つにする威力を持つ。髪型が一つ結びになっている。
水龍になった黎牙を2体で攻撃してあっさりと勝利。続く決勝戦では先鋒として助六と対決。逃げ回る助六を追い掛けるも柘榴が起動させた助六の最終兵器・人工衛星からのミサイルによって相討ちにされた。
人工衛星からのミサイル
前述の通り助六に搭載された最終兵器。武闘会場ごと剣道ちゃんを破壊する威力を誇る。

## アニメ
1998年に『月刊少年ガンガン』『月刊Gファンタジー』『月刊少年ギャグ王』の3誌合同企画として製作された特製アニメビデオで『東京鬼攻兵団 TOGS』（斎藤カズサ）・『PON!とキマイラ』（浅野りん）と共に短編アニメ化されている。アニメーション制作は東京キッズ。

## 単行本
1. 1996年7月12日初版発行 ISBN 4870256290
2. 1997年3月12日初版発行 ISBN 4870256436
3. 1997年8月12日初版発行 ISBN 4870256533
4. 1998年3月12日初版発行 ISBN 4870252635
5. 1998年12月9日初版発行 ISBN 4870254298
6. 1999年10月27日初版発行 ISBN 4757501129
7. 2001年3月27日初版発行 ISBN 4757504284
8. 2001年12月26日初版発行 ISBN 4757506155

小説版
- 小説 御意見無用っ!! さらわれた紫苑（三井秀樹：著・よしむらなつき：画） 1999年1月29日初版発行 ISBN 4870254557